# Lechee
Lechee (navaho Łichíiʼii) és una concentració de població designada pel cens dels Estats Units a l'estat d'Arizona. Segons el cens del 2000 tenia 1.606 habitants.

## Demografia
Segons el cens del 2000, Lechee tenia 1.606 habitants, 332 habitatges, i 310 famílies La densitat de població era de 36,6 habitants/km².
Dels 332 habitatges en un 74,1% hi vivien nens de menys de 18 anys, en un 62,7% hi vivien parelles casades, en un 23,8% dones solteres, i en un 6,6% no eren unitats familiars. En el 6% dels habitatges hi vivien persones soles l'1,8% de les quals corresponia a persones de 65 anys o més que vivien soles. El nombre mitjà de persones vivint en cada habitatge era de 4,84 i el nombre mitjà de persones que vivien en cada família era de 4,95.
Per edats la població es repartia de la següent manera: un 49,9% tenia menys de 18 anys, un 9,7% entre 18 i 24, un 27,3% entre 25 i 44, un 10,6% de 45 a 60 i un 2,5% 65 anys o més.
L'edat mediana era de 18 anys. Per cada 100 dones de 18 o més anys hi havia 98,3 homes.
La renda mediana per habitatge era de 48.375 $ i la renda mediana per família de 42.212 $. Els homes tenien una renda mediana de 31.250 $ mentre que les dones 27.188 $. La renda per capita de la població era de 10.378 $. Aproximadament el 16,2% de les famílies i el 15,5% de la població estaven per davall del llindar de pobresa.
Segons el cens dels Estats Units del 2010 el 98,38% són nadius americans i el 0,75% blancs. El 0,97% de la població són hispànics.

## Poblacions més properes
El següent diagrama mostra les poblacions més properes.